# Augustrevolte
Die Augustrevolte (dän.: Augustoprøret) war eine Serie lokaler wilder Streiks und Unruhen im August 1943 in Dänemark. Diese führten zusammen mit Sabotageaktionen verschiedener Gruppen zur Verhängung des Ausnahmezustandes durch die deutsche Besatzungsmacht, die Auflösung der dänischen Streitkräfte und die Ankunft deutscher Polizei, SS und Gestapo mit ihrem Terrorsystem.

## Hintergrund
Dänemark verfolgte während der Zeit des Nationalsozialismus eine pragmatische deutschfreundliche Neutralitätspolitik, da die deutsche Wirtschaft eine große Rolle spielte und das Land militärisch hilflos war. Nach der Besetzung Dänemarks durch Deutschland am 9. April 1940 entwickelte sich zwischen der dänischen Einheitsregierung und dem deutschen Reich eine Zusammenarbeit auf der Basis innenpolitischer Unabhängigkeit. Die wichtigen dänischen Nahrungsmittellieferungen ins Reich erhöhten sich und die deutschen Besatzungskosten waren im europäischen Vergleich die geringsten. Im März 1943 wurde diese Politik bei der dänischen Reichstagswahl noch einmal bestätigt aber im Frühjahr und Sommer vollzog sich ein Meinungsrutsch als mit den deutschen Niederlagen in der Schlacht bei Kursk und im Mittelmeer der Sieg der Alliierten näher rückte. Seit 1942 hatten Sabotageaktionen des dänischen Widerstands zugenommen und wurden ab Frühjahr 1943 vom britischen Auslandsgeheimdienst SOE mit Sprengstoff und Waffen unterstützt.

## Ereignisse

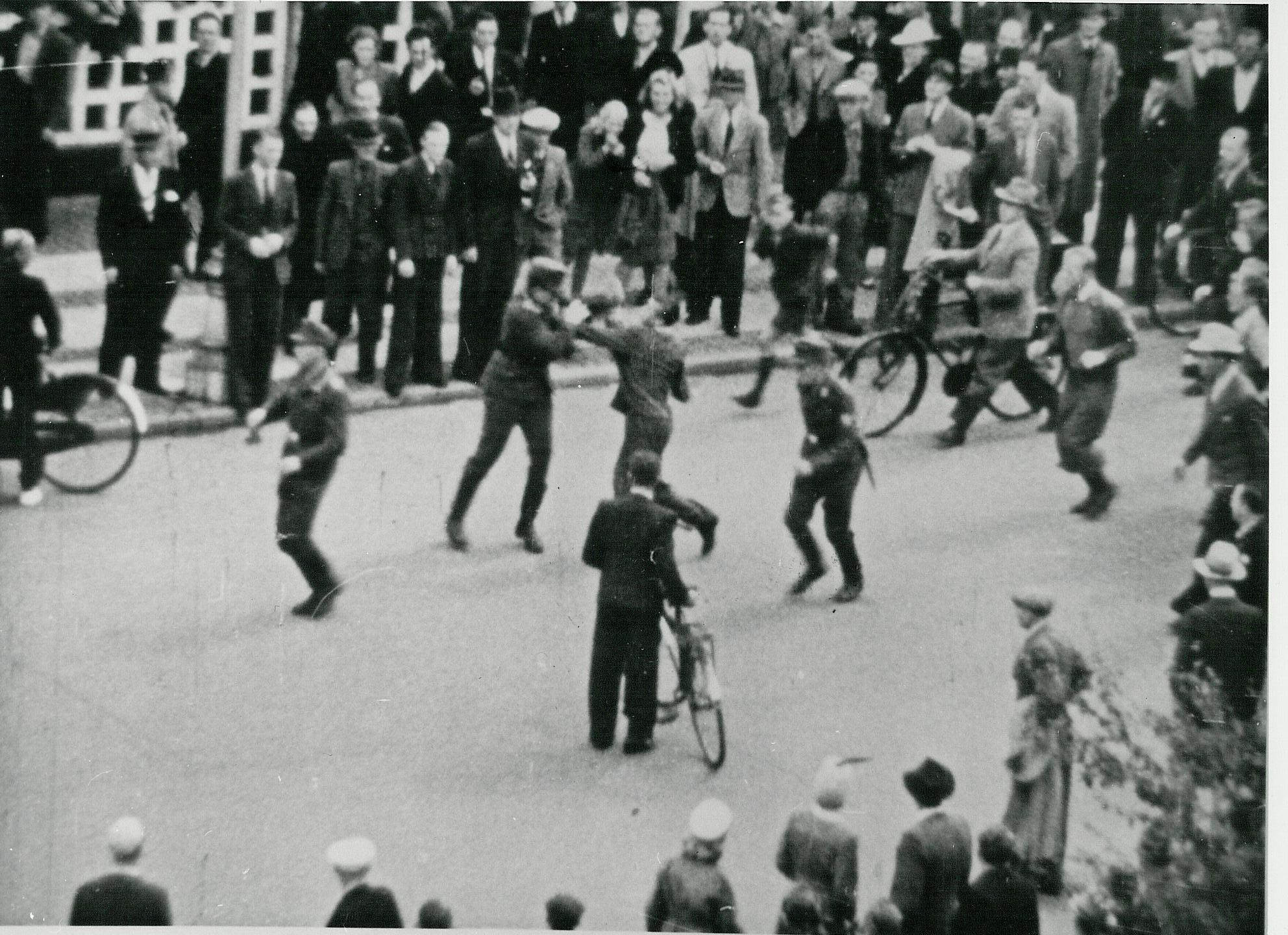
Deutsche Soldaten im Konflikt mit der Bevölkerung, Aalborg, August 1943

Die Streiks begannen im Juli in Odense auf Fünen. Dort hatte am 28. Juli eine Sabotagezelle um einen SOE-Instrukteur das deutsche Minenlegeschiff Linz erheblich beschädigt. Die deutschen Behörden verhängten Repressalien gegen die Werftarbeiter, was Arbeiter anderer Werften in Odense mit Solidaritätsstreiks beantworteten. Am 5. August endeten diese Streiks, nachdem die Stadtverwaltung und Gewerkschaften vermittelt hatten. In der Arbeiterschaft und insbesondere in kommunistischen Kreisen wurden die Arbeitsniederlegungen aber als Sieg gegen die Besatzungsmacht gewertet. In den folgenden Tagen kam es immer wieder zu Schlägereien zwischen dänischen Jugendlichen und Wehrpflichtigen sowie deutschen Soldaten.
In der Nacht zum 6. August folgte ein Brandanschlag, mit dem eine kommunistische Sabotagegruppe den Fischereihafen in Esbjerg an der Westküste Jütlands beschädigte und größere für den Export nach Deutschland vorgesehene Mengen Fisch vernichtete. Bei den Löscharbeiten kam es zu Handgemengen zwischen deutschen Soldaten und dänischen Schaulustigen. Der örtliche deutsche Kommandant verhängte daraufhin eine nächtliche Ausgangssperre, was die Bevölkerung am 7. und 8. August mit abendlichen Unruhen beantwortete. Am 9. August traten auf Initiative kommunistischer Aktivisten hin Arbeiter mehrerer Industriebetriebe in den Streik, um gegen die Ausgangssperre und die grobe Behandlung von Dänen durch deutsche Soldaten zu protestieren. Der Abend des Tages brachte gewaltsame Auseinandersetzungen zwischen deutschen Marinesoldaten und dänischer Polizei einerseits sowie der Bevölkerung andererseits. Der am folgenden Tag in den meisten Fabriken Esbjergs ausgerufene Generalstreik erfasste am 11. August praktisch das gesamte Wirtschaftsleben der Stadt. Bei den folgenden Verhandlungen in Kopenhagen wurde für den 12. August die Wiederaufnahme der Arbeit vereinbart, gefolgt von der sofortigen Aufhebung der Ausgangssperre durch die Deutschen.

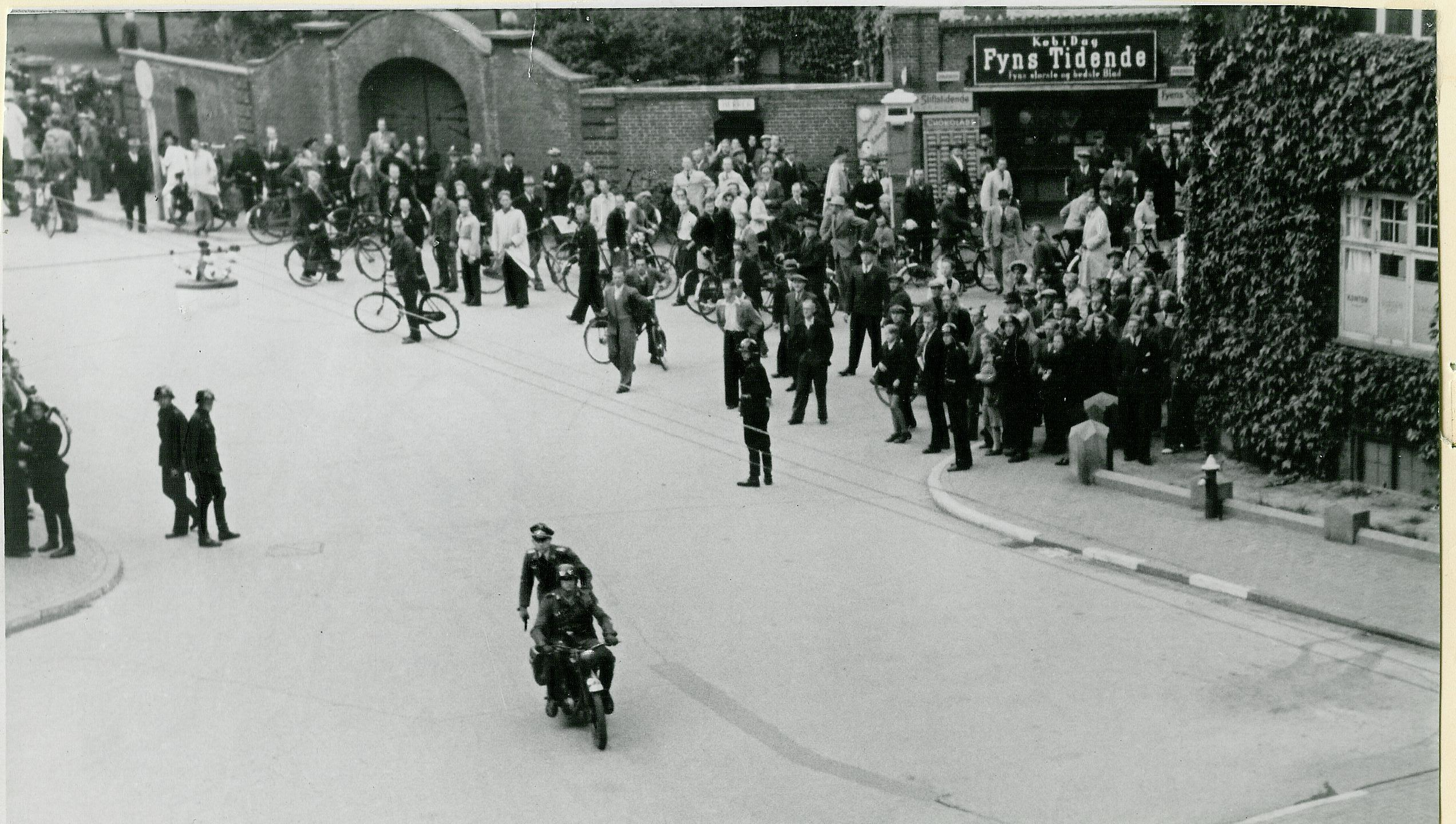
Augustrevolte, Odense, 19. August 1943

Am 16. August eskalierte die Lage erneut in Odense. Dort entwickelte sich eine Massenschlägerei zwischen dänischen Zivilisten, deutschen Soldaten und dänischen SS-Angehörigen. Die Vorgänge verstärkten sich am folgenden Abend, wobei auch Warnschüsse abgegeben wurden. Am 18. August begann in der Stadt ein Generalstreik und im Stadtgebiet entwickelte sich ein offener Aufstand, den die rund 700 anwesenden Polizisten, die aus Kopenhagen und anderen jütländischen Städten zusammengezogen worden waren, und die Streifen der Wehrmacht nicht unter Kontrolle bekamen. Das Krankenhaus Odense zählte an diesem Tag 56 bei den Vorgängen Verletzte. Mit dem Aufmarsch von Maschinengewehrtrupps in der Stadt unterdrückte die Wehrmacht am Abend die Auseinandersetzungen. Am 19. August formierte sich ein Demonstrationszug, den die dänische Polizei durch eine Straßensperre stoppte. Insgesamt ging die Polizei härter gegen den Aufstand vor als an den vorhergehenden Tagen. Nachdem ein deutscher Leutnant verprügelt und schwer verletzt worden war, setzte der deutsche Reichsbevollmächtigte in Dänemark und SS-Gruppenführer Werner Best Teile eines ihm unterstellten SS-Polizeibataillons in Odense ein. Dieses schlug am Abend den Aufstand nieder, wobei mehrere Dänen durch Schlagwaffen und Schüsse verletzt wurden. Ebenfalls vom Abend des 19. August an verhandelten ranghohe Beamte und Gewerkschaftsvertreter mit Vertretern der Besatzungsmacht um Paul Kanstein, um die Lage zu beruhigen. Während dies in Odense gelang, nicht zuletzt wegen der Anwesenheit der SS, kam es in den folgenden Tagen in mehreren vor allem jütländischen Städten zu Unruhen, wenn auch in geringerem Umfang. Am 23. August verkündete der Odenser Bürgermeister das Verhandlungsergebnis: Die Wehrmacht schränkte den Ausgang ihrer Garnison in die Stadt ein. Darauf beendete eine Arbeiterversammlung den Streik.
Am 23. August kam es allerdings auch in Aalborg zu Auseinandersetzungen. Anlass war die Beisetzung eines Widerstandskämpfers, der von deutschen Soldaten bei der Verfolgung einer Empfangsgruppe für abgeworfenes britisches Sabotagematerial erschossen worden war. Die dänische Polizei hatte es nicht geschafft, die sich zur Demonstration entwickelnde Trauerfeier zu zerstreuen. Die Deutschen ließen daraufhin Panzer auffahren. Am 24. August folgte auch in Aalborg ein Generalstreik. Am Abend schossen deutsche Soldaten auf dänische Protestierende, wobei vier Zivilisten getötet und zehn schwer verletzt wurden. Hermann von Hanneken, Befehlshaber der Wehrmacht in Dänemark, stellte die Stadt daraufhin unter den militärischen Ausnahmezustand. Am 30. August endete der Generalstreik in Aalborg.
Am 25. August folgten Streiks in Aarhus, als das deutsche Todesurteil gegen ein von dort stammendes Mitglied der Aalborger Empfangsgruppe bekannt wurde. Am nächsten Tag kam es beim öffentlichen Auftritt einer deutschen Militärkapelle zu Unmutsäußerungen der Bevölkerung, worauf deutsche Soldaten Warnschüsse abgaben. Bis zum 28. August hielten die Streikaktionen an, die Lage blieb in Aarhus aber wesentlich ruhiger als in anderen Städten.
Auch in Kopenhagen kam es zu vereinzelten Schlägereien zwischen Dänen un deutschen Soldaten, wobei letztere teilweise auch das Bajonett einsetzten, und zu Anschlägen auf deutschfreundliche Geschäfte.
Insgesamt waren 17 Städte von der Augustrevolte betroffen. Die Hauptträger der Streikaktivitäten in den Betrieben waren vor allem die Vertrauensleute der verbotenen Kommunistischen Partei. Der Streik war vor allem in Odense von gewaltsamen Vorgehen gegen deutsch-freundliche Geschäfte, örtliche Nazis und deutsch-freundliche Mädchen begleitet. Die örtlichen Wehrmachtkommandanten hielten ihre Untergebenen meist zurück und verzichteten auf weitere Repressionen. Es gibt keine Anhaltspunkte, dass die Unruhen von deutscher Seite absichtlich provoziert wurden, wie eine Zeit lang angenommen wurde.
Die Augustrevolte sowie die zunehmende Sabotageaktivität führten zu einer erheblichen Verschärfung des deutschen Vorgehens gegenüber Dänemark. Während der deutsche Reichsbevollmächtigte Werner Best das Land mit einer Verständigungs- und Anpassungspolitik pazifizieren und lieferfähig halten wollte, lagen die Interessen des Wehrmachtsbefehlshabers von Hanneken in der Entwaffnung der verbliebenen gut 5.000 Mann starken dänischen Streitkräfte. Am 26. August wurde Best aus dem Führerhauptquartier angewiesen, der dänischen Regierung ein unannehmbares Ultimatum u. a. mit der geforderten Einführung von Todesstrafe und Geiselnahme zu stellen. Am 29. August entwaffnete und internierte die Wehrmacht die dänischen Streitkräfte in der Operation Safari und rief den Ausnahmezustand aus. Die dänische Regierung reichte ihr Entlassungsgesuch ein, das König Christian X. ablehnte, allerdings wurden der Regierung von deutscher Seite ihre Befugnisse entzogen.

## Folgen
Dänemark wurde in der Folge von beamteten Staatssekretären verwaltet und die Regierung war außer Funktion. Die innenpolitische Kontrolle lag damit letztlich bei der Besatzungsmacht. Die Widerstandsbewegung hatte über die „alten Politiker“ gesiegt und Best konstatierte „das politische Paradepferd Dänemark ist tot“. Für den Widerstand wurde die Gründung des dänischen Freiheitsrates als parteiübergreifender Dachorganisation beschleunigt und am 16. September durchgeführt. Das britische Außenministerium befürwortete nunmehr die Aufnahme Dänemarks als „Associated“ zu den Vereinten Nationen.